# Lista de episódios de Sailor Moon Crystal
Aqui segue-se uma lista de episódios de Sailor Moon Crystal. Estreou no país original a 5 de julho de 2014.
Em Portugal, a série estreou no Biggs a 2 de maio de 2015. Durante a exibição da 3.ª temporada, o canal Biggs exibiu alguns episódios censurados, procurando esconder a grande proximidade entre as personagens Usagi (Sailor Moon) e Haruka (Sailor Uranus), e o canal decidiu interromper a exibição da temporada devido a queixas dos fãs do anime sobre a sua censura nos episódios.  Alguns meses mais tarde, o Biggs decidiu retomar a 3ª temporada desde o início dela e com repetições dos episódios dos dias úteis nos fins de semana, prometendo ser exibida sem cortes.
A quarta temporada, conhecida como o arco da Lua Morta, foi adaptada para um filme de animação dividido em duas partes intitulado de Sailor Moon Eternal, dirigido por Chiaki Kon, e com as personagens desenhadas por Kazuko Tadano. O primeiro filme iria estrear a 11 de setembro de 2020, mas a sua estreia foi adiada para 8 de janeiro de 2021, devido ao COVID-19. O segundo filme estreou a 11 de fevereiro de 2021. Em Portugal, as duas partes foram lançadas com legendas em português na Netflix a 3 de junho de 2021. Também foi lançada no mesmo dia no Brasil pela Netflix, com dobragem brasileira.

## Resumo
| Nº | Nº | Temporada                         | Nº de episódios | Exibição original     | Exibição original       | Exibição em Portugal   | Exibição em Portugal   | Exibição no Brasil   | Exibição no Brasil |
| Nº | Nº | Temporada                         | Nº de episódios | Estreia de temporada  | Final de temporada      | Estreia de temporada   | Final de temporada     | Estreia de temporada | Final de temporada |
| -- | -- | --------------------------------- | --------------- | --------------------- | ----------------------- | ---------------------- | ---------------------- | -------------------- | ------------------ |
|    | 1  | Temporada I: Arco Dark Kingdom    | 13              | 5 de julho de 2014    | 3 de janeiro de 2015    | 2 de maio de 2015      | 13 de junho de 2015    | Nunca transmitida    | Nunca transmitida  |
|    | 2  | Temporada II: Arco Black Moon     | 13              | 17 de janeiro de 2015 | 18 de julho de 2015     | 15 de novembro de 2015 | 27 de dezembro de 2015 | Nunca transmitida    | Nunca transmitida  |
|    | 3  | Temporada III: Arco Death Busters | 13              | 4 de abril de 2016    | 27 de junho de 2016     | 19 de novembro de 2016 | 21 de junho de 2017    | Nunca transmitida    | Nunca transmitida  |
| Nº | Nº | Título do filme                   | Nº de filmes    | Parte 1               | Parte 2                 | Parte 1                | Parte 2                | Parte 1              | Parte 2            |
|    | 4  | Sailor Moon Eternal               | 2               | 8 de janeiro de 2021  | 11 de fevereiro de 2021 | 3 de junho de 2021     | 3 de junho de 2021     | 3 de junho de 2021   | 3 de junho de 2021 |
|    | 5  | Sailor Moon Cosmos                | 2               | 6 de junho de 2023    | 30 de junho de 2023     | 2023                   | 2023                   | 2023                 | 2023               |

## Episódios

### Temporada I: Arco Dark Kingdom (2014-15)
| #  | ## | Título em português Título original                                                                               | Exibição original (NicoNico) | Exibição original (Tokyo MX) | Exibição em Portugal |
| -- | -- | --- | ---------------------------- | ---------------------------- | -------------------- |
| 1  | 1  | "Usagi -Sailor Moon-" Transliteração: "Usagi -Sērā Mūn-" (em japonês: うさぎ ‑SAILOR MOON‑)                       | 5 de julho de 2014           | 6 de abril de 2015           | 2 de maio de 2015    |
| 2  | 2  | "Ami -Sailor Mercury-" Transliteração: "Ami -Sērā Mākyurī-" (em japonês: 亜美 ‑SAILOR MERCURY‑)                   | 19 de julho de 2014          | 13 de abril de 2015          | 3 de maio de 2015    |
| 3  | 3  | "Rei -Sailor Mars-" Transliteração: "Rei -Sērā Māzu-" (em japonês: レイ -SAILOR MARS-)                            | 2 de agosto de 2014          | 20 de abril de 2015          | 9 de maio de 2015    |
| 4  | 4  | "O Baile de Máscaras" Transliteração: "Masukarēdo -Kamen Butōkai-" (em japonês: Masquerade -仮面舞踏会-)          | 16 de agosto de 2014         | 27 de abril de 2015          | 10 de maio de 2015   |
| 5  | 5  | "Makoto -Sailor Jupiter-" Transliteração: "Makoto -Sērā Jupitā-" (em japonês: まこと -SAILOR JUPITER-)            | 6 de setembro de 2014        | 4 de maio de 2015            | 16 de maio de 2015   |
| 6  | 6  | "Tuxedo Kamen" Transliteração: "Takishīdo Kamen -Takishīdo Masuku-" (em japonês: タキシード仮面 -TUXEDO MASK-)    | 20 de setembro de 2014       | 11 de maio de 2015           | 17 de maio de 2015   |
| 7  | 7  | "Mamoru Chiba -Tuxedo Kamen" Transliteração: "Chiba Mamoru -Takishīdo Masuku-" (em japonês: 地場衛 -TUXEDO MASK-) | 4 de outubro de 2014         | 18 de maio de 2015           | 23 de maio de 2015   |
| 8  | 8  | "Minako -Sailor Venus-" Transliteração: "Minako -Sērā Bui–" (em japonês: 美奈子 -SAILOR V-)                       | 18 de outubro de 2014        | 25 de maio de 2015           | 24 de maio de 2015   |
| 9  | 9  | "Serenity -Princesa-" Transliteração: "Sereniti -Purinsesu-"" (em japonês: セレニティ -PRINCESS-)                 | 1 de novembro de 2014        | 1 de junho de 2015           | 30 de maio de 2015   |
| 10 | 10 | "Lua" Transliteração: "Mūn –Tsuki–" (em japonês: Moon –月–)                                                       | 15 de novembro de 2014       | 8 de junho de 2015           | 31 de maio de 2015   |
| 11 | 11 | "Reencontro -Endymion-" Transliteração: "Saikai -Endimion-" (em japonês: 再会 -ENDYMION-)                         | 6 de dezembro de 2014        | 15 de junho de 2015          | 6 de junho de 2015   |
| 12 | 12 | "Inimiga -Rainha Metália-" Transliteração: "Teki -Kuin Metaria-" (em japonês: 敵 -QUEEN METARIA-)                 | 20 de dezembro de 2014       | 22 de junho de 2015          | 7 de junho de 2015   |
| 13 | 13 | "Batalha Final -Reencarnação-" Transliteração: "Kessen -Riinkānēshon-" (em japonês: 決戦 -REINCARNATION-)         | 3 de janeiro de 2015         | 29 de junho de 2015          | 13 de junho de 2015  |

### Temporada II: Arco Black Moon (2015)
| #  | ## | Título em português Título original | Exibição original (NicoNico) | Exibição original (Tokyo MX) | Exibição em Portugal   |
| -- | -- | --- | ---------------------------- | ---------------------------- | ---------------------- |
| 14 | 1  | "Conclusão e Início -Pequena Forasteira-" Transliteração: "Shūketsu Soshite Hajimari -Petito Etoranjēru-" (em japonês: 終結 そして 始まり -Petite Étrangère-) | 17 de janeiro de 2015        | 6 de julho de 2015           | 15 de novembro de 2015 |
| 15 | 2  | "Infiltrada -Sailor Mars-" Transliteração: "Shinnyū –Sērā Māzu–" (em japonês: 侵入 –Sailor Mars–)                                                             | 7 de fevereiro de 2015       | 13 de julho de 2015          | 21 de novembro de 2015 |
| 16 | 3  | "Raptada -Sailor Mercury–" Transliteração: "Yūkai –Sērā Mākyurī–" (em japonês: 誘拐 -Sailor Mercury-)                                                         | 21 de fevereiro de 2015      | 20 de julho de 2015          | 22 de novembro de 2015 |
| 17 | 4  | "Segredo -Sailor Jupiter-" Transliteração: "Himitsu –Sērā Jupitā–" (em japonês: 秘密 –Sailor Jupiter–)                                                        | 7 de março de 2015           | 27 de julho de 2015          | 28 de novembro de 2015 |
| 18 | 5  | "Invasão -Sailor Venus-" Transliteração: "Shinryaku –Sērā Vīnasu–" (em japonês: 侵略 –Sailor Venus–)                                                          | 21 de março de 2015          | 3 de agosto de 2015          | 29 de novembro de 2015 |
| 19 | 6  | "Distorção do Tempo -Sailor Pluto-" Transliteração: "Taimu Wāpu –Sērā Purūto–" (em japonês: タイム・ワープ –Sailor Pluto–)                                    | 4 de abril de 2015           | 10 de agosto de 2015         | 5 de dezembro de 2015  |
| 20 | 7  | "Cristal Tóquio -Rei Endymion-" Transliteração: "Kurisutaru Tōkyō –Kingu Endimion–" (em japonês: クリスタル・トーキョー –King Endymion–)                      | 18 de abril de 2015          | 17 de agosto de 2015         | 6 de dezembro de 2015  |
| 21 | 8  | "Complicação -Nemesis-" Transliteração: "Sakusō –Nemeshisu–" (em japonês: 錯綜 –Nemesis–)                                                                     | 2 de maio de 2015            | 24 de agosto de 2015         | 12 de dezembro de 2015 |
| 22 | 9  | "Plano Escondido -Nemesis-" Transliteração: "Omowaku –Nemeshisu–" (em japonês: 思惑 –Nemesis–)                                                                | 16 de maio de 2015           | 31 de agosto de 2015         | 13 de dezembro de 2015 |
| 23 | 10 | "Manobras Secretas -Wiseman-" Transliteração: "An'yaku -Waizuman-" (em japonês: 暗躍 -Wiseman-)                                                               | 6 de junho de 201            | 7 de setembro de 2015        | 19 de dezembro de 2015 |
| 24 | 11 | "Atacar -Black Lady-" Transliteração: "Kōgeki -Burakku Redi-" (em japonês: 攻撃 -Black Lady-)                                                                 | 20 de junho de 2015          | 14 de setembro de 2015       | 20 de dezembro de 2015 |
| 25 | 12 | "O Confronto -Death Phantom-" Transliteração: "Taiketsu –Desu Fantomu–" (em japonês: 対決 –Death Phantom–)                                                    | 4 de julho de 2015           | 21 de setembro de 2015       | 26 de dezembro de 2015 |
| 26 | 13 | "Regeneração -Interminável-" Transliteração: "Saisei -Nebā Endingu-" (em japonês: 再生 -Never Ending-)                                                        | 18 de julho de 2015          | 28 de setembro de 2015       | 27 de dezembro de 2015 |

### Temporada III: ArcoDeath Busters(2016)
| #     | ##  | Título em português Título original | Exibição original      | Exibição em Portugal        |
| ----- | --- | --- | ---------------------- | --------------------------- |
| 27–28 | 1–2 | "Infinito 1 Premonição" Transliteração: "Mugen Ichi Yokan - Zenpen" (em japonês: 無限1 予感) | 4 e 5 de abril de 2016 | 19 e 20 de novembro de 2016 |
| 29    | 3   | "Infinito 2 Ondulações" Transliteração: "Mugen Ni Hamon" (em japonês: 無限2 波紋) | 18 de abril de 2016    | 26 de novembro de 2016      |
| 30    | 4   | "Infinito 3 Dois Novos Soldados" Transliteração: "Mugen San Futari Nyū Sorujāzu" (em japonês: 無限3 2人 NEW SOLDIERS) | 25 de abril de 2016    | 27 de novembro de 2016      |
| 31    | 5   | "Infinito 4 Haruka Tenou e Michuru Kaiou, Sailor Uranus e Sailor Neptune" Transliteração: "Mugen Yon Sērā Uranusu Ten'nō Haruka Sērā Nepuchūn Kaiō Michiru" (em japonês: 無限4 SAILOR URANUS 天王はるか SAILOR NEPTUNE 海王みちる) | 2 de maio de 2016      | 3 de dezembro de 2016       |
| 32    | 6   | "Infinito 5 Setsuna Meiou, Sailor Pluto" Transliteração: "Mugen Go Sērā Purūto Meiō Setsuna" (em japonês: 無限5 SAILOR PLUTO 冥王せつな)                                                                                           | 9 de maio de 2016      | 4 de dezembro de 2016       |
| 33    | 7   | "Infinito 6 As Três Guardiãs" Transliteração: "Mugen Roku San Senshi" (em japonês: 無限6 3戦士) | 16 de maio de 2016     | 10 de dezembro de 2016      |
| 34    | 8   | "Infinito 7 Transformação, Super Sailor Moon" Transliteração: "Mugen Shichi Henshin Sūpā Sērā Mūn" (em japonês: 無限7 変身 SUPER SAILOR MOON)                                                                                      | 23 de maio de 2016     | 11 de dezembro de 2016      |
| 35    | 9   | "Infinito 8 Labirinto Infinito, 1.ª parte" Transliteração: "Mugen Hachi Rabirinsu Mugen Ichi" (em japonês: 無限8「無限迷宮」1) | 30 de maio de 2016     | 15 de junho de 2017         |
| 36    | 10  | "Infinito 9 Labirinto Infinito, 2.ª parte" Transliteração: "Mugen Ku Rabirinsu Mugen Ni" (em japonês: 無限9「無限迷宮」2) | 6 de junho de 2016     | 16 de junho de 2017         |
| 37    | 11  | "Infinito 10 Atmosfera Superior" Transliteração: "Mugen Jū Mugendai–Jōkū" (em japonês: 無限10 無限大―上空) | 13 de junho de 2016    | 19 de junho de 2017         |
| 38    | 12  | "Infinito 11 Julgamento Infinito" Transliteração: "Mugen Jūichi Mugendai–Shinpan" (em japonês: 無限11 無限大―審判) | 20 de junho de 2016    | 20 de junho de 2017         |
| 39    | 13  | "Infinito 12 A Viagem Infinita" Transliteração: "Mugen Jūni Mugendai–Tabidachi" (em japonês: 無限12 無限大―旅立ち) | 27 de junho de 2016    | 21 de junho de 2017         |